# Great Barrier Airlines
Great Barrier Airlines – nowozelandzka linia lotnicza z siedzibą w Auckland, założona w 1983.

## Flota
- 3 Britten-Norman Trislander
- 3 Britten-Norman Islander
- 1 Piper Cherokee Six
- 1 Partenavia P.68
- 1 Piper PA-31-350 Chieftain
- 1 Piper PA-31 Navajo